# Pfarrkirche Altenmarkt im Pongau

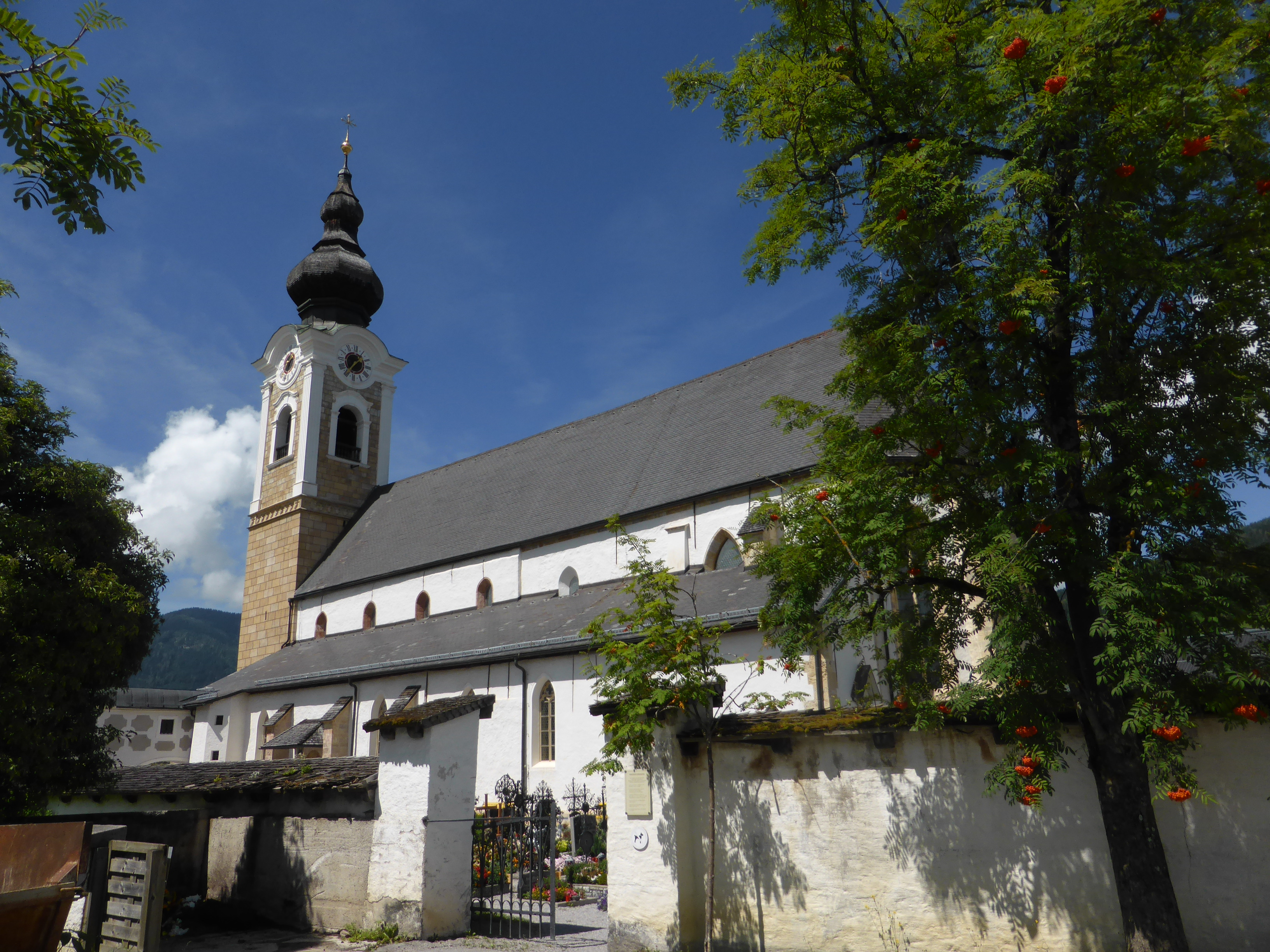
Katholische Pfarrkirche Dekanatskirche Unsere liebe Frau Geburt

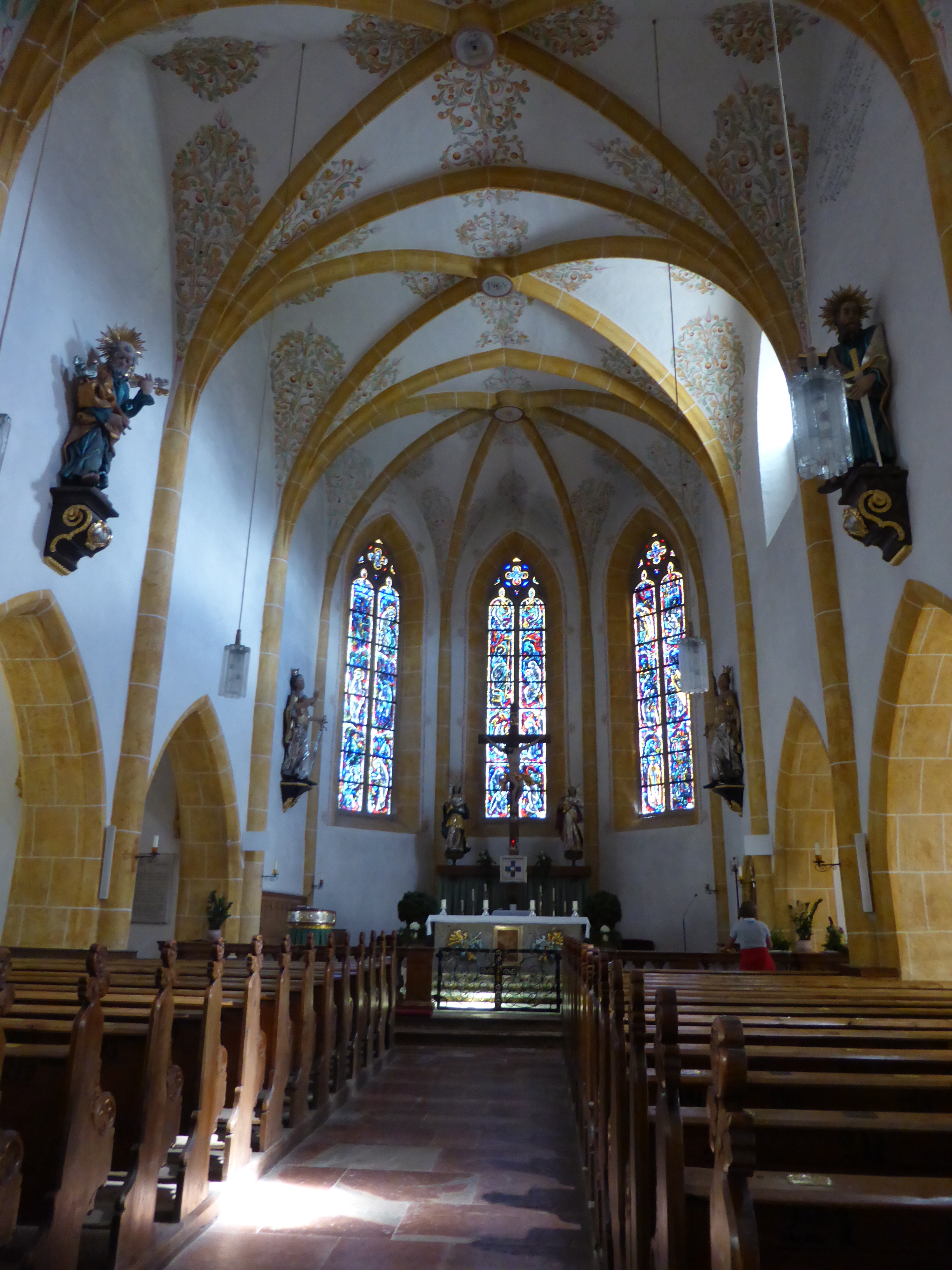
Innenraum der Dekanatskirche Unsere liebe Frau Geburt

Die römisch-katholische Pfarrkirche Unserer Lieben Frau Geburt ist ein Kirchengebäude in der Marktgemeinde Altenmarkt im Pongau im Land Salzburg. Zum Ensemble gehören die Annakapelle, die Lourdeskapelle, die Marktkapelle, die Tannenkapelle sowie der Dechanthof und der Dechanthofstadel. 

## Pfarrgeschichte
Vermutet wird, dass das älteste Gotteshaus von Altenmarkt unter der heutigen Kirche liegt und in der zweiten Hälfte des 9. Jahrhunderts entstanden ist. 1074 schenkt Erzbischof Gebhard zur Ausstattung des von ihm gegründeten Klosters Admont auch Güter in der Pfarre Rastat, dem heutigen Altenmarkt. Dieser Name ist vermutlich auf eine Raststatt an der Tauernstraße zurückzuführen. 
Der Pfarrer Reicher von Etling ist von 1369 bis 1399 hier nachweisbar. Er ist zugleich am Hofe des Erzbischofs Pilgrim II. als Kaplan und später als Hofmeister tätig und wird in den Liedern des „Mönchs von Salzburg“ namentlich erwähnt. Er erwirkte eine Reihe von Ablassbriefen; dies lässt ab 1393 auf eine rege Bautätigkeit unter ihm schließen.
Ab 1398 dienen die Einkünfte der Pfarrei Altenmarkt der Tafel des Erzbischofs Gregor Schenk von Osterwitz. Die Pfarre wird von Weltpriestern geleitet, nur 1623–1628 waren hier Benediktiner als Priester tätig. Die Kirche ist vermutlich in den Bauernkriegen (1526) beschädigt und danach durch wiederholte An- und Umbauten wesentlich verändert worden. 
Ab 1753 ist Altenmarkt ein Dekanat mit zehn Pfarreien (1857: St. Martin und Wagrain; 1858: Flachau und Filzmoos, 1859: Radstadt, 1891: Kleinarl, Hüttau, Untertauern und Forstau, 1954: Eben) und heute 14 Kirchen.
Von 1867 bis 1875 wurde die Kirche im Sinne der Neugotik durchgreifend restauriert. Von 1988 bis 1990 konnten bei der letzten Innenrestaurierung die Begleitmalereien in den Gewölben erneuert werden. Das gesamte Äußere wurde 1985/1986 saniert.

## Bau
Den 42 m langen und 22 m breiten rechteckigen Kirchenbau gliedern außen Strebepfeiler, die nur im südöstlichen Bereich fehlen. Das Presbyterium ist als seichter 3/8-Schluss ausgebildet; seitlich hiervon schließt eine kleine Nebenapsis an. 1764 wurde der gotische Turm von Matthias Pichler durch den heute bestehenden Zwiebelturm ersetzt.
Der siebenjochige Innenraum zeigt eine offene Ordnung, d. h. je ein Joch des Mittelschiffes entspricht einem solchen des Seitenschiffes. Alle Joche sind kreuzrippengewölbt. Der ungewöhnlich tief sitzende Chorbogen (zwischen viertem und fünftem Joch) scheidet die Architektur des Raumes. Vermutlich umfasste der romanische Vorläufer nur das bis hierher reichende Mauerwerk des Mittelschiffes, während die restlichen drei Joche und der Altarraum im letzten Jahrzehnt des 14. Jahrhunderts angebaut wurden. Beide Seitenschiffe waren noch im 16. Jahrhundert um zwei Joche kürzer; an der Nordseite befand sich die 1502 geweihte Kapelle zu Ehren der hll. Andreas, Wolfgang und Ursula, im südlichen Seitenschiff waren die Josefskapelle sowie die Sakristei untergebracht. 1638 wurden diese auf die gegenwärtige Länge erweitert. Dabei wurde der unter der heutigen Sakristei gelegene Zugang zu der kleinen Krypta unter dem südlichen Seitenschiff vermauert, sodass diese zugeschüttet werden musste. Auch die Dekorationsmalereien im Gewölbe der Kirche stammen aus dieser Zeit.
Unter dem Dechant Sebastian Vorderegger wurde die Kirche 1762 mit einer Barockausstattung versehen. In das Mittelschiff ragten damals vorne zwei schwerfällige Holzemporen hinein. Diese ließ 1867–1875 Dechant Thomas Furthner samt dem Großteil der Barockausstattung entfernen. Er öffnete die drei vorderen Joche der Seitenschiffe zum Mittelschiff hin, sodass sie gleich lang wie das Mittelschiff wurden. Er ließ diese mit dem neogotischen Kreuzrippengewölbe und die Fenster mit einem Maßwerk versehen. Auch Empore, Pflasterung, Kirchenstühle und die Kanzel stammen von dieser Umgestaltung.
Den Hauptakzent der Kirche bestimmen die farbstarken Fenster, die Josef Widmoser aus Innsbruck 1954 gemalt hat. Das Mittelfenster zeigt zuoberst zwei Engel mit den Mariensymbolen Lilie und Krone, dann die Geburt Mariens, die Verkündigung sowie die Beweinung Christi. Das linke Fenster behandelt Themen aus dem Leben der hl. Elisabeth von Thüringen; das rechte ist dem Diözesanpatron Rupertus gewidmet.

## Ausstattung
Der Hochaltar wurde 1972 nach einem Entwurf von Clemens Holzmeister neu gestaltet. Neben dem Barockkreuz von Sebastian Eberl stehen die beiden Assistenzfiguren Johannes und Maria, die vermutlich der Tiroler Bildhauer Josef Martin Lengauer (um 1760) geschaffen hat. Den Tabernakel fertigte H. Baudisch an.
Das Marmorkommuniongitter stammt von der barocken Umgestaltung von 1762. Gleichfalls aus dieser Zeit stammen die von Sebastian Eberl stammenden Plastiken des hl. Sebastians sowie der hll. Katharina und Barbara. Das im Pfarrhof befindliche Blatt des ehemaligen Josefsaltares sowie das Porträt Erzbischof Sigismund III. Christoph von Schrattenbach ist dessen Kammerdiener Benedikt Werkstätter zuzuordnen.
Die beiden Seitenaltäre (links Muttergottesaltar, rechts Josefsaltar) aus dem Jahre 1902 stammen von Johann Piger unter Mitarbeit des Kunsttischlers Johann Ripper. Am linken Seitenaltar steht eine Kopie der Altenmarkter Gnadenmadonna, daneben die Figuren der hll. Dominikus und Katharina von Siena. Die Statuen des rechten Seitenaltares zeigen den hl. Joseph, flankiert von den Eltern Mariens, Anna und Joachim.
Die Altenmarkter Madonna ist ein berühmtes Beispiel sogenannter Schöner Madonnen. Die 88 cm hohe gotische Skulptur ist von einem unbekannten böhmischen Künstler aus Plänerkalkstein gemeißelt worden. Am 14. August 1393 fertigte der Päpstliche Nuntius Ubaldinus da Torres auf dem Vyšehrad in Prag einen Ablassbrief aus, der besagt, dass alle die vor dem Standbild beten einen Ablass erhalten. Als Madonna vor der Tanne stand sie lange Zeit hinter dem Chorhaupt der Kirche, wurde aber 1638 auf einen eigenen Altar in der Kirche versetzt. 
Die zweite berühmte Plastik um 1400 ist das Vesperbild. Diese aus Kunststein geformte Pietà gehört zu den bedeutendsten Beispielen einer Dreihändepieta: eine Hand Mariens liegt dabei auf den gekreuzten Händen des toten Heilands, mit der zweiten stützt sie seinen Kopf unter seinem Nacken.
1976 wurden die Beichtstühle nach Plänen von Clemens Holzmeister neu gestaltet. Die Kanzel fertigte 1872 nach dem Entwurf von Josef Wessicken der Salzburger Tischler Johann Ripper an. Der Kreuzweg wurde 1873 nach Vorlagen von J. Führich von dem Zillertaler Bildhauer Matthäus Schiestl d. Ä. vollendet.

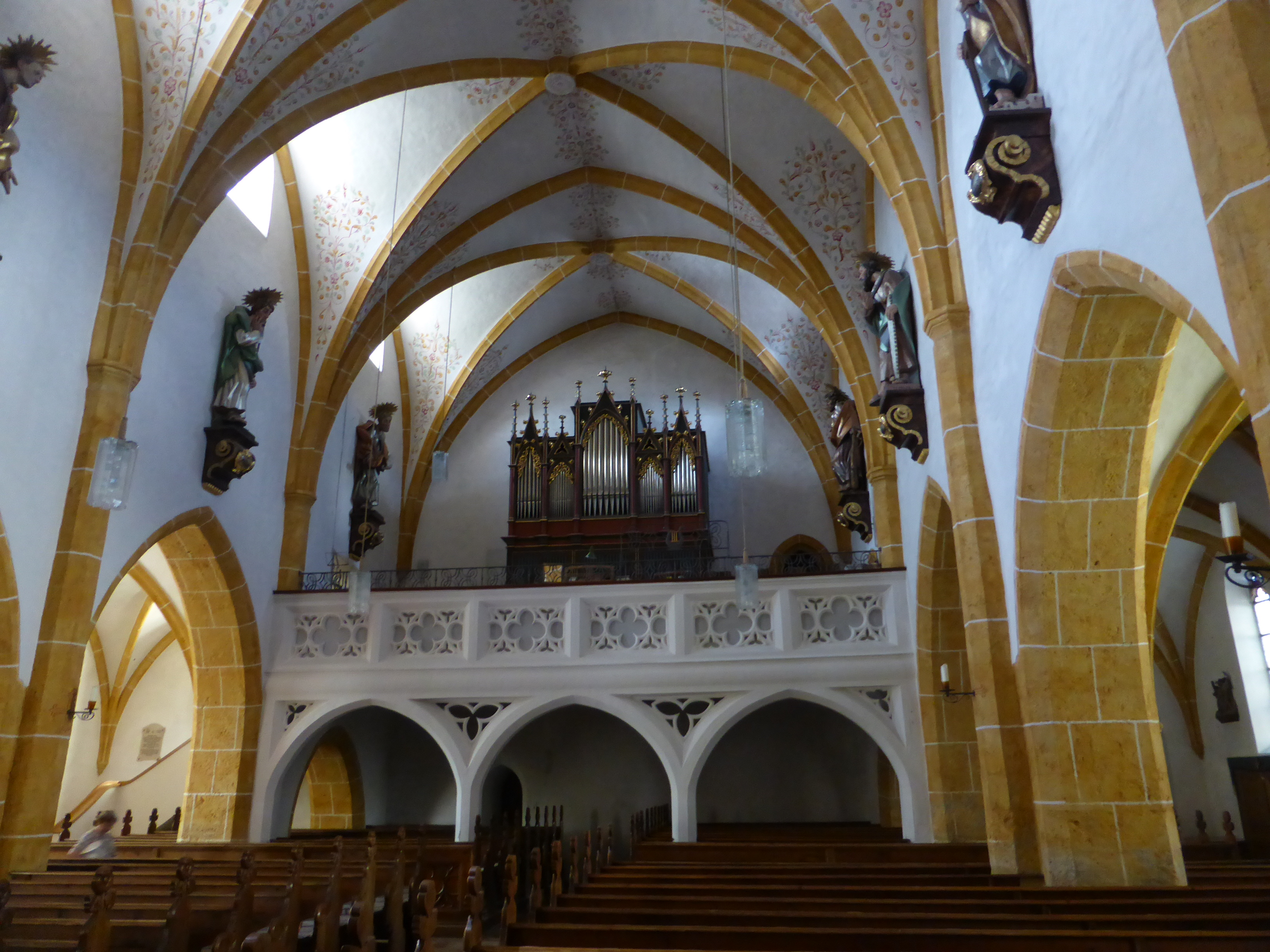
Orgel
1903 wurde von Albert Mauracher die Orgel aus 1846 erweitert und erhielt ein neugotisches Gehäuse. Anlässlich der 900-Jahr-Feier der Pfarre wurde 1974 die zweite Orgelempore abgetragen und eine neue „Jubiläums-Orgel“ vom Orgelbau Dreher und Reinisch auf die erste Empore gesetzt und mit einem neuen Werk ausgestattet.
Geläut
Drei der vier Glocken des „Salve Regina“-Geläutes (c – es – f – g) wurden 1949 von der Glockengießerei Pfundner in Wien gegossen; die vierte stammt noch von 1920 (Glockengießerei Oberascher, Salzburg).

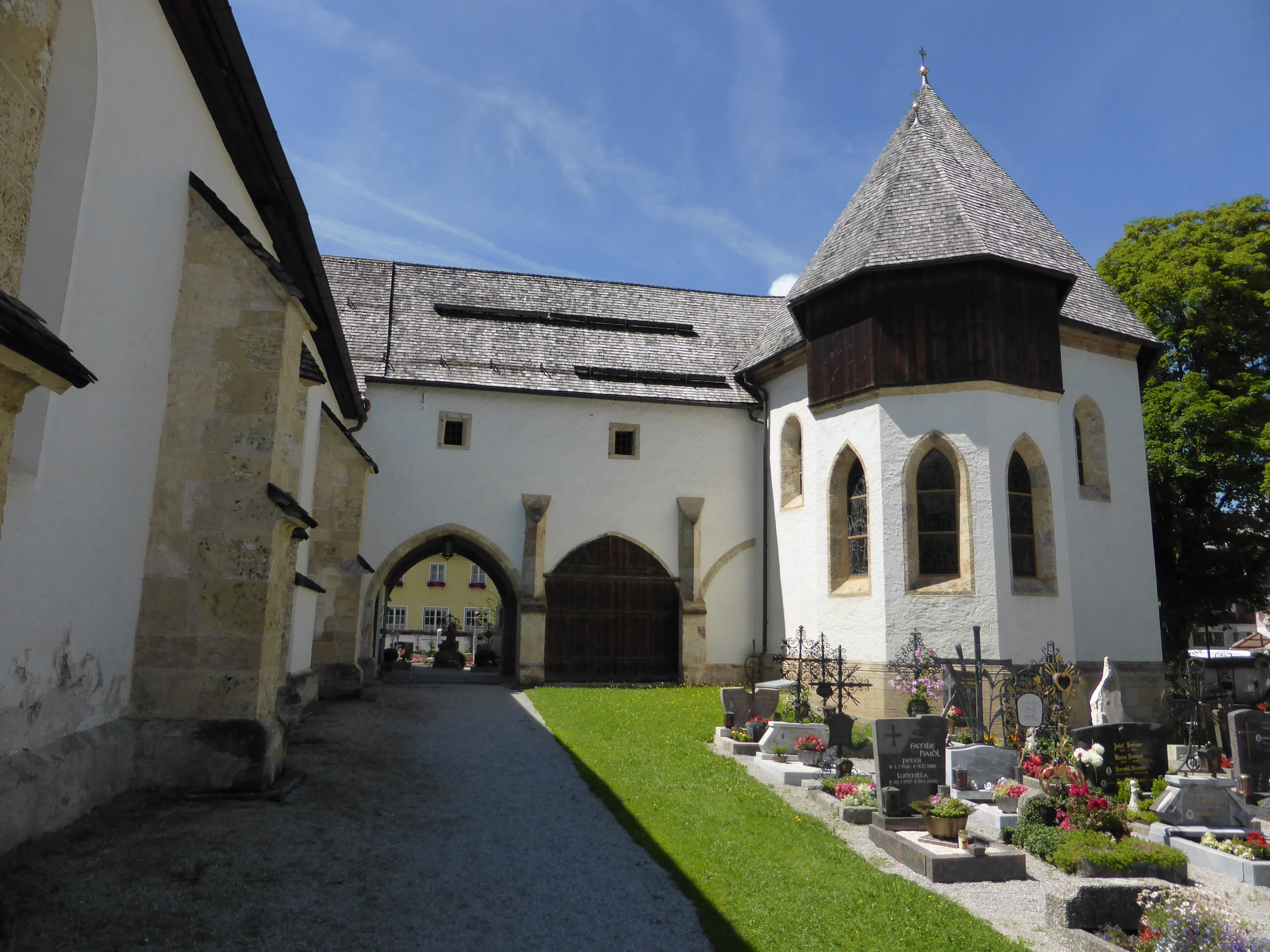
Annakapelle in Altenmarkt

## Annakapelle
Der Pfarrer Reicher von Etling stiftete 1395 „auf dem Karner“ im Friedhof neben der Pfarrkirche die Annakapelle. Aber erst am 28. Mai 1418 weihte Bischof Engelmar Chrel von Chiemsee diese ein. In den Bauernkriegen wurde diese gotische Kapelle 1526 schwer beschädigt, danach wurde sie mit einem zweistöckigen Verbindungsgang an die Kirche angegliedert.
Die Kapelle weist einen achteckigen Grundriss auf, der sich an einer Seite zu einem schmalen Altarraum öffnet. Das Stichkappengewölbe ruht auf zarten Streben. Den ursprünglich freistehenden Bau schloss außen nach oben unter dem Kaffgesims ein gemalter Fischblasenfries ab. 1949 wurde sie zur Taufkapelle umgestaltet. Die 1989/90 vollendete Restaurierung förderte nicht das als Beinhaus verwendete Untergeschoß der Kirche zutage; es konnte auch ein neuer Boden verlegt und die Rippen freigelegt werden. Seitdem dient sie als Aussegnungshalle (der früher hier aufgestellte Taufstein wurde in die Kirche versetzt). 
Die figuralen Glasfenster mit den Themen Gottvater, Hl. Geist, Muttergottes mit Kind und Mutter Anna mit Kind sind 1955 Ludwine Wildner-Eltz, die auch für das Benediktinen-Frauenstift Nonnberg Glasfenster gefertigt hat, gestaltet worden.

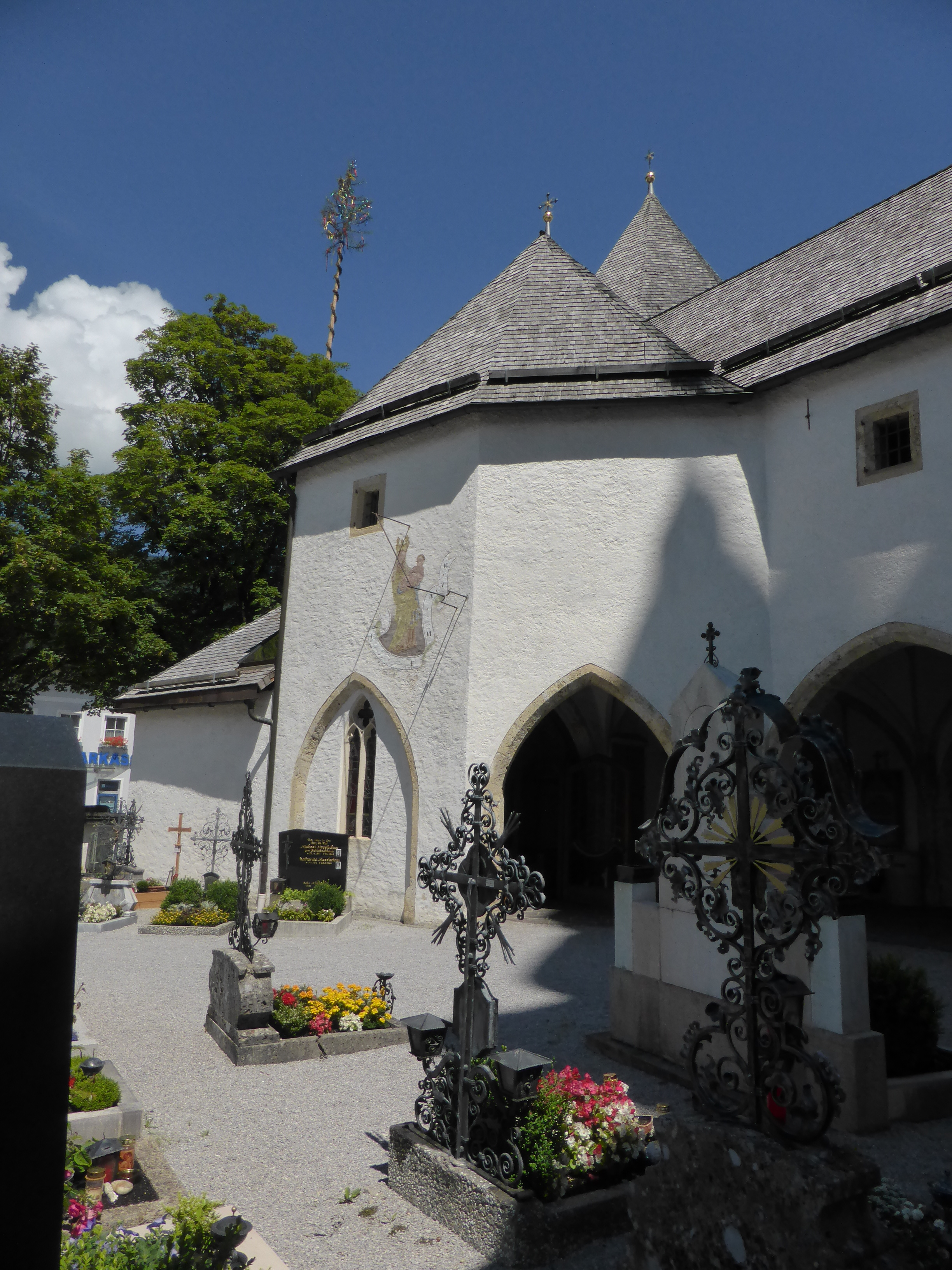
Lourdeskapelle in Altenmarkt

## Lourdeskapelle
Der ehemalige Karner ist 1875 zur Lourdeskapelle umgebaut worden. 1949 ließ Dechant J. Fink das Kriegergedächtnismal in der westlichen Vorhalle gestalten, zu dem Jakob Adlhart 1974 das gotische Vesperbild in Stein kopierte. An der Westmauer daneben ist noch das romanische Portal der Vorgängerkirche sichtbar. In der Kapelle befindet sich das Epitaph der Adelsfamilie Plaz.

## Marktkapelle
Die 1991 rechts neben dem Friedhofseingang neu errichtete Marktkapelle birgt das restaurierte Marienrelief des ehemaligen neugotischen Hochaltars. Bildthema ist die Geburt Mariens, wie sie auch auf dem später entstandenen Mittelfenster im Kirchenchor dargestellt ist. Das Relief fertigte 1871 ein unbekannter Bildhauer aus der Salzburger Werkstatt des Kirchenmalers Simon Daun. Die ursprünglich weiter links stehende Marktkapelle musste abgerissen werden, nachdem sie 1938 beim Einmarsch der deutschen Truppen in Österreich schwer beschädigt worden war.

## Tannenkapelle
Beim Dechantshof steht südlich der Kirche die 1974, im Jahr des 900-jährigen Pfarrjubiläums erbaute Tannenkapelle. Mit dem gleichzeitig gemalten Wandbild der „Madonna von der Tanne“ soll die Kapelle „das Gedächtnis und die Liebe zu Maria unserer Lieben Frau von Altenmarkt“ bewahren. 

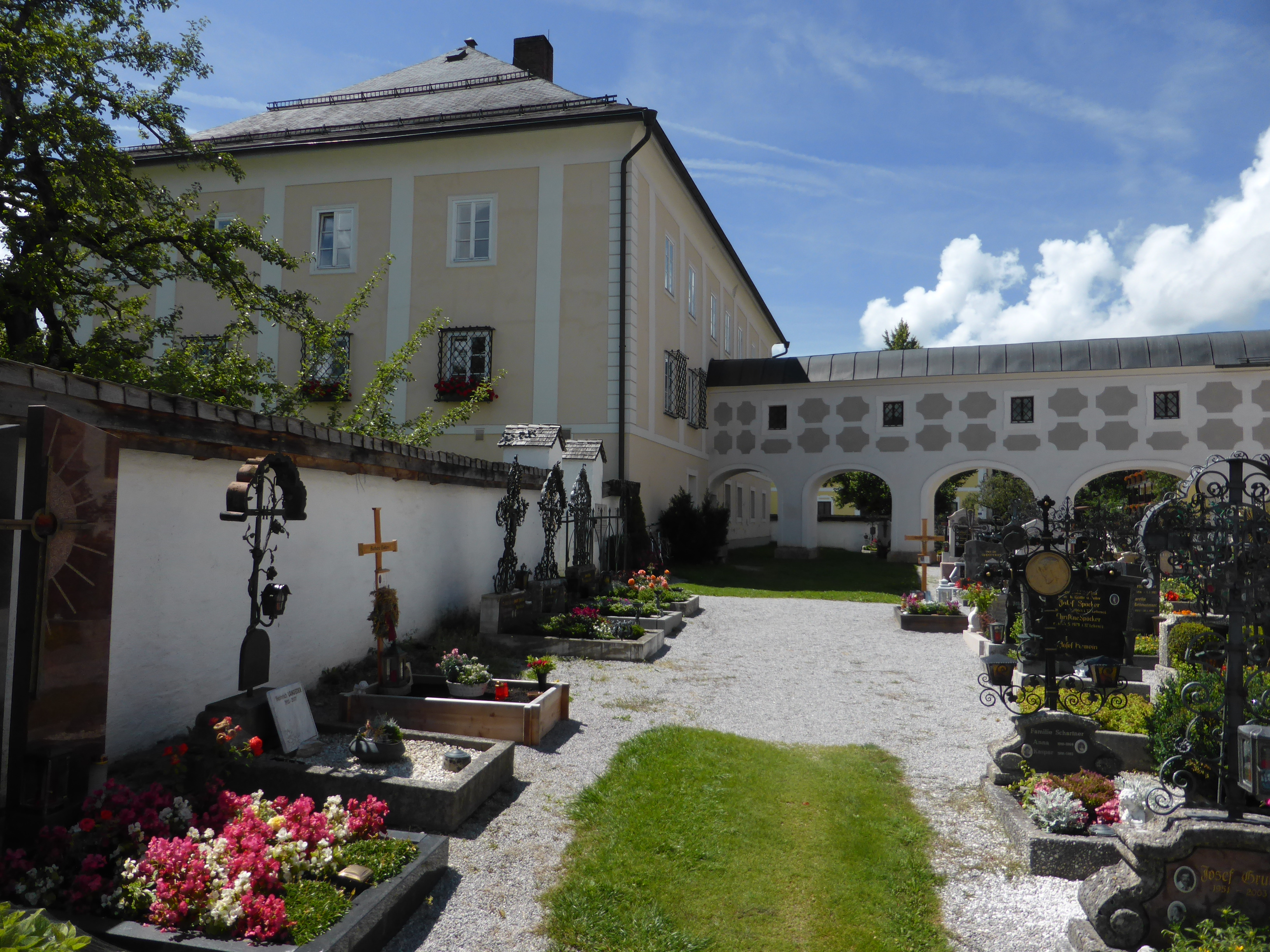
Dechantshof von Altenmarkt im Pogau

## Dechantshof
Der Dechantshof ist ein dreigeschoßiges Gebäude mit einem Walmdach und mit Pilastergliederung. Ein Teil der Fenster im ersten Stock besitzt schmiedeeiserne Fenstergitter. Er wurde 1755 neu erbaut. Dabei wurde auch ein Verbindungsgang zur Pfarrkirche angebracht, der im Erdgeschoß mit Arkaden unterbrochen, aber im Obergeschoß durchgehend gestaltet und mit Putzflächen verziert ist. 

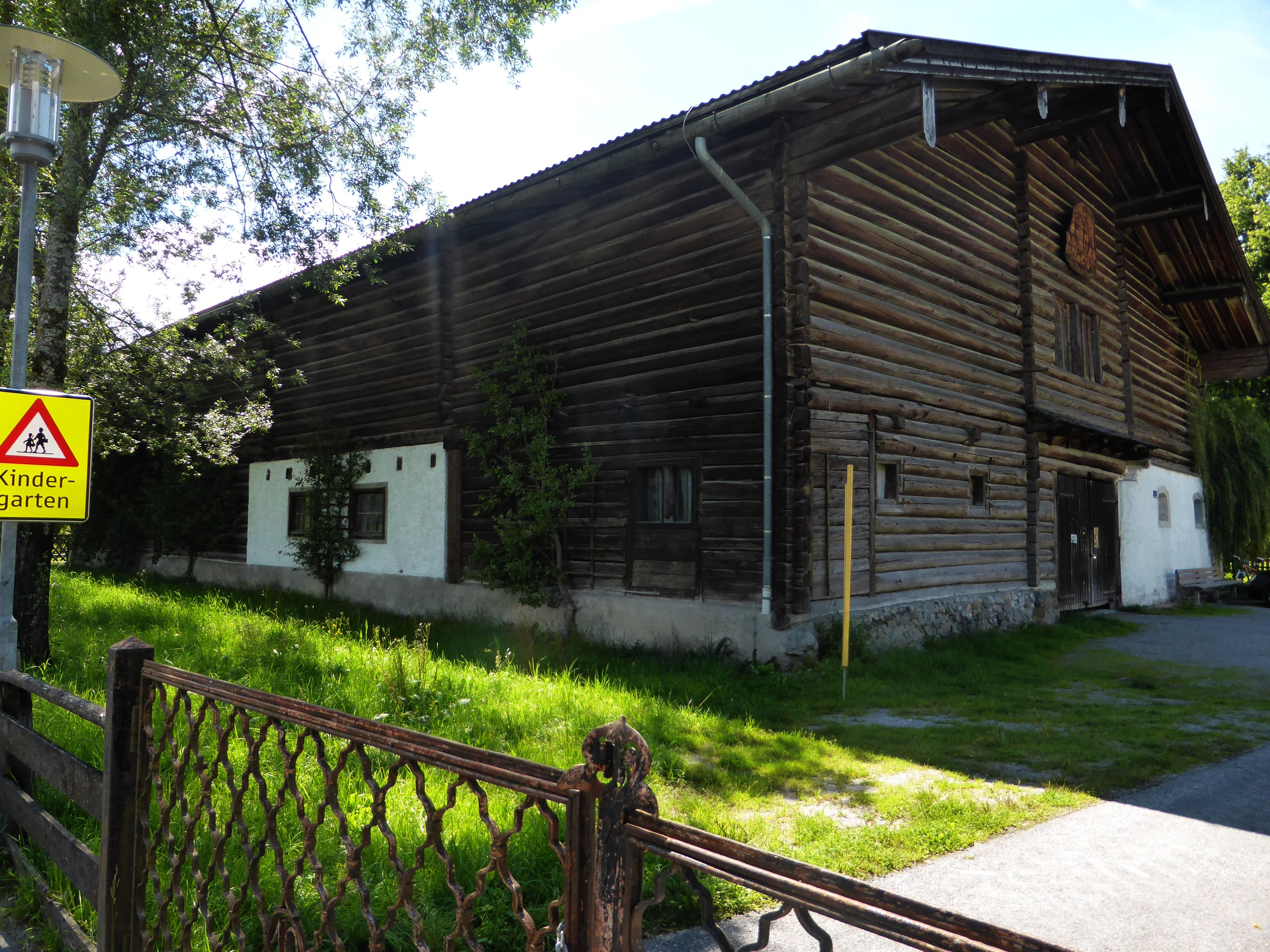
Dechantshoftenne von Altenmarkt im Pogau

## Dechantshoftenne / Dechantshofscheune
Die Dechantshoftenne ist seit 1980 das zweite Heimatmuseum von Altenmarkt. Der Bau wurde in aufgeschrätteter Holzriegelbauweise errichtet. In dem Museum befinden sich unter anderem eine funktionstüchtige Mühle und eine Vorrichtung zum Dachschindelmachen. Ein noch brauchbarer Backofen zum Brotbacken gehört ebenfalls zum Anwesen. Auch eine Vorführung von Flachsbrecheln ist möglich. Im Stadl befinden sich weitere bäuerliche Geräte (u. a. Dreschflegel, Strohschüttler, Dreschmaschine, verschiedene Windmühlen, Säschaffe und Sämaschine, alte Holzpflüge). Weitere Schaustücke sind die Altenmarkter Schön- und Schiachperchten. 